# Al-Amrat
Al-Amrat (arab. العامرات) – miasto w północno-wschodnim Omanie, w muhafazie Maskat. Według spisu ludności z 2020 roku liczy 96,4 tys. mieszkańców. Jest siedzibą administracyjną wilajetu Al-Amrat, który liczy 121,1 tys. mieszkańców.